# Sennan
Sennan (泉南市, Sennan-shi) és una ciutat i municipi de la prefectura d'Osaka, a la regió de Kansai, Japó. Sennan és conegut per tindre al seu terme la part sud de l'Aeroport Internacional de Kansai. El nom del municipi es pot traduir al català com "el sud d'Izumi", fent referència a la seua situació geogràfica.

## Geografia
El municipi de Sennan es troba al sud-oest de la prefectura d'Osaka i està assignat a la regió de Sennan o Izumi sud, en record de l'antiga província a la qual pertanyia la zona. El territori total del municipi es compon de dues parts ben diferenciades, la gran, que es troba a terra ferma i l'illa artificial on es troba l'Aeroport Internacional de Kansai. El terme municipal de Sennan limita amb els de Tajiri i Izumisano al nord, Hannan al sud, la prefectura de Wakayama a l'est i la badia d'Osaka a la mar de Seto a l'oest.

## Història
Des del període Heian fins a l'era Meiji, l'àrea on actualment es troba la ciutat de Sennan formava part de l'antiga província d'Izumi. A la segona meitat del segle xx la ciutat es va convertir en un important centre de l'indústria de l'amiant al Japó. L'actual ciutat de Sennan es va fundar l'1 de juliol de 1970.

## Transport
Al terme municipal de Sennan es troba part de l'Aeroport Internacional de Kansai.